# Madolenihmw
 Madolenihmw (prononcé mä.tō.lĕn.eem) est la plus grande des municipalités du district de Pohnpei, dans l'état du même nom, un des États fédérés de Micronésie.  Le nom signifie «espaces séparant les maisons» et fait référence à l'histoire de désunion du district et à ses nombreux conflits et luttes de pouvoir.
Elle fut la première à être établie à la fin des années 1600 par Isokelekel, le conquérant des Saudeleurs et le premier Nahnmwarki de Pohnpei (chef suprême). Pendant les années 1830, les ports naturels de Madolenihmw devinrent des ports d'escale populaires pour les baleiniers américains et anglais, travaillant dans le Pacifique, et ses vastes terres devinrent un refuge pour les Occidentaux de mauvaise vie entrainant beaucoup de violences.Un baleinier de passage, Lambton, est ainsi à l'origine d'un conflit entre les Nahnmwarki et les Wasai, un chef rival, soutenu par les baleiniers. La bagarre se termina par l'assassinat des Nahnmwarki au profit des Wasai .
En 1890, Madolenihmw redevint un champ de bataille lorsque les colons espagnols tentèrent de construire une mission catholique à côté de l'église protestante déjà existante.